# Hetyefő
Hetyefő község Veszprém vármegyében, a Sümegi járásban. A település eredetileg Szent István magyar király korától az 1950-es megyerendezésig Zala vármegyéhez tartozott.

## Fekvése
A Kemenesalján, a Marcal mellett fekszik, két szomszédja dél felől Dabronc, északnyugat felől pedig Zalaerdőd,Szalapától északra található. Közúton csak e két település irányából érhető el, a 7331-es és 7337-es utakat összekötő 73 168-as számú úton.

## Története
Hetyefő Árpád-kori település. Nevét az oklevelek 1241-ben említették először Terra Heghe formában. A mai falu arculata a feljegyzések szerint azonban csak az 1780-as éveket követően alakult ki. A faluról készült 1766-1785 közötti első, és az 1852-ben kiadott katonai térképek a települést a mainál jóval kisebb terülen fekvő településként ábrázolják. A falu a trianoni békeszerződés előtt Zala vármegye sümegi járásához tartozott. 1910-ben 216 római katolikus magyar lakosa volt.
A 2011-es népszámlálás során a lakosok 82,9%-a magyarnak, 7,3% cigánynak mondta magát (17,1% nem nyilatkozott; a kettős identitások miatt az végösszeg nagyobb lehet 100%-nál). A vallási megoszlás a következő volt: római katolikus 67,1%, református 1,2%, felekezeten kívüli 7,3% (23,2% nem nyilatkozott).

## Közélete

### Polgármesterei
- 1990–1994: Keszei Károly (független)[4]
- 1994–1998: Keszei Károly (független)[5]
- 1998–2002: Keszei Károly (független)[6]
- 2002–2006: Keszei Károly (független)[7]
- 2006–2010: Keszei Károly (független)[8]
- 2010–2014: Hosszuné Somogyi Mária (független)[9]
- 2014–2019: Hosszuné Somogyi Mária (független)[10]
- 2019–2024: Hosszuné Somogyi Mária (független)[11]
- 2024– : Hosszuné Somogyi Mária (független)[1]

## Nevezetességek
- Fa haranglábja, melyet az utóbbi években régi helyére építették át, ma is Hetyefő közepén áll gondozott környezetben.
- Egykori majorság épülete, mely egyúttal s település legrégibb épülete is. A 18. századeredetű majorsági épületek részei ma is láthatók.

## Népesség
A település népességének változása:
| Lakosok száma | 73   | 67   | 70   | 83   | 89   | 90   | 84   |
|               | 2013 | 2014 | 2015 | 2021 | 2022 | 2023 | 2024 |

2022-ben a lakosság 79,8%-a vallotta magát magyarnak, 1,1% németnek, 1,1% cigánynak, 1,1% egyéb, nem hazai nemzetiségűnek (19,1% nem nyilatkozott; a kettős identitások miatt a végösszeg nagyobb lehet 100%-nál). Vallásuk szerint 40,4% volt római katolikus, 3,4% református, 1,1% evangélikus, 16,9% felekezeten kívüli (38,2% nem válaszolt).